# Julián Speroni
Julián Maria Speroni, född 18 maj 1979, är en argentinsk fotbollsmålvakt. Han har tidigare spelat för Platense, Dundee och Crystal Palace.

## Karriär
I maj 2019 meddelades det att Speroni skulle lämna Crystal Palace efter säsongen 2018/2019. Han hade då varit 15 år i klubben.